# Michael R. Barratt
Michael Reed Barratt (Vancouver, Washington; 16 de abril de 1959) es un médico estadounidense y un astronauta de la NASA. Especializado en medicina aeroespacial, Barratt sirvió como médico de vuelo para la NASA antes de ser elegido astronauta, y ha jugado un papel importante desarrollando los programas de medicina de la NASA tanto para el Programa Shuttle-Mir como para la Estación Espacial Internacional.  Fue ingeniero de vuelo en la Expedición 19, su primer vuelo, y seguirá su estancia allí como parte de la tripulación de la Expedición 20.

## Premios y galardones
- W. Randolph Lovelace Award (1998), Society of NASA Flight Surgeons
- Rotary National Award for Space Achievement Foundation Nominee (1998)
- Melbourne W. Boynton Award (1995), American Astronautical Society
- USAF Flight Surgeons Julian Ward Award (1992)
- Wright State University Outstanding Graduate Student, Aerospace Medicine (1991)
- Alpha Omega Alpha Medical Honor Society, Northwestern University Medical School, Chicago, IL (1988)
- Phi Beta Kappa, University of Washington, Seattle, WA (1981)